# Stenopelix valdensis
Stenopelix valdensis és una espècie de petit dinosaure ornitisqui que va viure al Cretaci inferior en el que actualment és Alemanya. Era un paquicefalosaure basal de l'estatge faunístic del Barremià del Cretaci. Aquesta espècie, única del gènere, es basa en un esquelet parcial al que li manca el crani, i la seva classificació es basa en les característiques de la cintura pelviana.